# Panajotis Pikramenos
Panajotis Pikramenos (gr. Παναγιώτης Πικραμμένος; ur. 26 lipca 1945 w Atenach) – grecki prawnik, sędzia i adwokat, deputowany, w latach 2009–2012 prezes Rady Stanu, premier Grecji od maja do czerwca 2012, wicepremier w latach 2019–2023.

## Życiorys
Panajotis Pikramenos urodził się w 1945 w Atenach, gdzie w 1963 ukończył Deutsche Schule Athen, a w 1968 studia prawnicze na Uniwersytecie Narodowym im. Kapodistriasa. W 1974 uzyskał magisterium z zakresu prawa publicznego na Université Panthéon-Assas. W 1989 ukończył na tej samej uczelni studia podyplomowe z zakresu prawa europejskiego.
W latach 1969–1974 był członkiem ateńskiej adwokatury, specjalizując się w prawie morskim. W 1972 podjął również pracę w kancelarii prawnej w Londynie. W 1976 zdał egzamin państwowy i rozpoczął pracę jako sędzia w Radzie Stanu, najwyższym greckim sądzie administracyjnym. W latach 1991–1993 pełnił funkcję doradcy ds. prawnych premiera Konstandinosa Mitsotakisa. W 1997 objął stanowisko wiceprzewodniczącego Rady Stanu, a w lipcu 2009 jej przewodniczącego. Był również m.in. dyrektorem generalnym greckiej szkoły kształcącej kadry sędziowskie.
16 maja 2012, w sytuacji niemożności stworzenia nowego rządu po wyborach parlamentarnych, prezydent Karolos Papulias rozpisał na 17 czerwca 2012 kolejne wybory, a Panajotisa Pikramenosa mianował premierem rządu tymczasowego, mającego na celu administrowanie krajem w tym czasie. Oficjalnie zaprzysiężony na premiera został 17 maja 2012. 20 czerwca 2012 zastąpił go Andonis Samaras.
W 2019 przyjął propozycję startu z ramienia Nowej Demokracji w wyborach parlamentarnych, otworzył jej listę krajową do Parlamentu Hellenów, uzyskując w wyniku głosowania mandat deputowanego. W lipcu tegoż roku powołany na urząd wicepremiera w gabinecie Kiriakosa Mitsotakisa, który sprawował do maja 2023.